# Sarah Dyke
Sarah Joanne Dyke (née en 1971) est une femme politique libérale-démocrate britannique qui est députée de Somerton et Frome depuis l'élection partielle de 2023. Elle remplace David Warburton, qui a démissionné du Parlement à la suite d'allégations d'inconduite sexuelle.

## Jeunesse et éducation
Sarah Joanne Dyke, née en 1971, est issue d'une famille d'agriculteurs du Somerset dont l'origine remonte à plus de 250 ans dans la région,,. Elle fait ses études à la Warminster School et fait des études agricoles et commerciales à l'Université Harper Adams.

## Carrière politique
Dyke représente Blackmoor Vale au Conseil du Somerset depuis les élections de 2022 et est membre principal pour l'environnement et le changement climatique.
Elle est sélectionnée comme candidate libéral-démocrate pour la circonscription de Somerton et Frome en mai 2022. Le 17 juin 2023, David Warburton, député de Somerton et Frome depuis 2015, démissionne du Parlement à la suite d'allégations de harcèlement sexuel.
Dyke est élue députée pour le siège lors de l'élection partielle de juillet 2023, avec 21 187 voix (54,6 %) : une majorité de 11 008 (28,4 %) sur un passage de 29,0 % des conservateurs aux libéraux-démocrates.
Elle prête serment en tant que députée le 4 septembre 2023 après les vacances d'été. Elle est réélue en 2024.